# Hylaeus kelvini
Hylaeus kelvini är en biart som först beskrevs av Cockerell 1912.  Hylaeus kelvini ingår i släktet citronbin, och familjen korttungebin. Inga underarter finns listade i Catalogue of Life.

## Bildgalleri

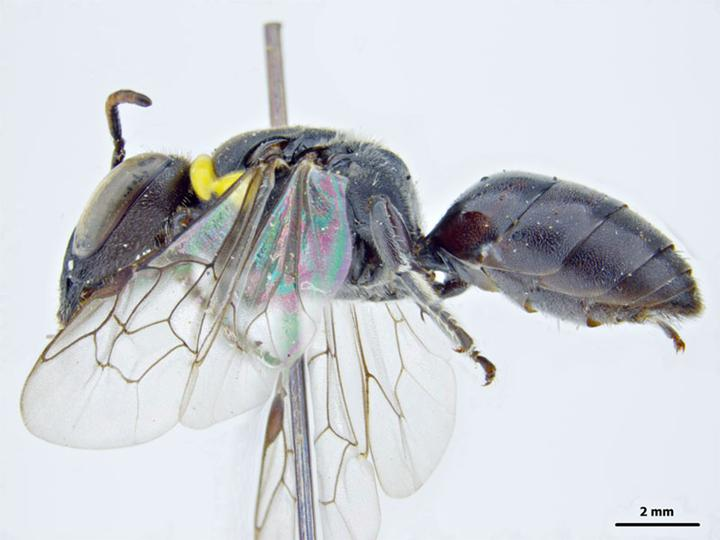
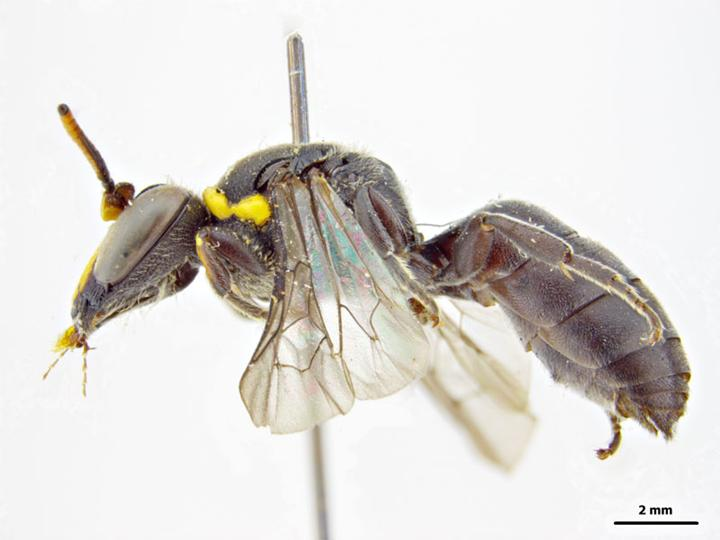